# St Mabyn
St Mabyn (S. Mabon in lingua cornica) è un villaggio e parrocchia civile dell'Inghilterra, appartenente alla contea della Cornovaglia.